# Büchsenmeister

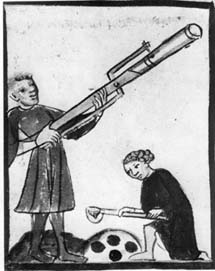
Historische Abbildung zweier Büchsenmeister beim Schießen und Kugelgießen um 1411

Büchsenmeister (auch: Büchsenschütz, mittellateinisch pixidarius) war im Spätmittelalter, etwa ab Mitte des 14. Jahrhunderts, die Berufsbezeichnung für Handwerker, die gewerbsmäßig Feuerwaffen herstellten und bedienten.

## Geschichte
Die Einführung von Feuerwaffen in Europa wird auf das 13. Jahrhundert datiert. Eine historisch fragliche Rolle spielte dabei Berthold Schwarz aus Freiburg im Breisgau, dem lange die Erfindung des Schwarzpulvers zugeschrieben wurde.
Zu den Aufgaben der Büchsenmeister, deren Tätigkeit als „Büchsenwerk“ bezeichnet wurde, gehörte unter anderem die Herstellung aller Arten von Feuerwaffen, wie Handbüchsen, Kanonen, Mörser und Bombarden. Sie beherrschten das Richten und Laden, die Instandhaltung und Reparatur der Stücke. Daneben stellten sie häufig auch Geschosse, Schwarzpulver und Schutzwaffen her. Büchsenmeister waren meist direkt dem Stadtrat oder dem Landesherren unterstellt und waren in der Regel für den Betrieb des örtlichen Zeughauses verantwortlich. Büchsenmeister waren nicht nur aufgrund ihres technischen Fachwissens von Landesherrn und Städten umworben, sie gehörten auch zu den örtlichen Geheimnisträgern, die genaue taktische Kenntnisse über Schutz und Bewaffnung ihrer Auftraggeber hatten. Um Büchsenmeister in ihren Diensten zu halten, wurden ihnen häufig relativ hohe Vergütungen und Anstellungen auf Lebenszeit geboten. Dies schloss aber nicht aus, dass Büchsenmeister mit Genehmigung ihres Dienstherren auch für andere Auftraggeber arbeiteten. Sie nahmen als Artilleristen an Kriegszügen teil. Zahlreiche Büchsenmeister arbeiteten als reisende Handwerker oder Söldner für wechselnde Auftraggeber. Frühe Büchsenmeister rekrutieren sich höchstwahrscheinlich aus technisch verwandten Berufen wie Schmieden, Glockengießern und Schlossern.
In der 2. Hälfte des 15. Jahrhunderts erfolgte, aufgrund der fortschreitenden technischen Entwicklung, eine weitere Spezialisierung auf dem Gebiet der Feuerwaffen. Für einzelne Tätigkeiten der Büchsenmeister, wie den Geschützguss oder die Pulverherstellung, bildeten sich eigene Berufsgruppen wie Stückgießer, Büchsenmacher, Büchsenschäfter und Pulvermacher heraus, welche sich dann teilweise auch zünftig organisierten. Büchsenmacher wurden im 16. Jahrhundert zunächst als untergeordnete Berufsgruppe in die Zunft der Schmiede, Schlosser und Schleifer, zu der im 17. Jahrhundert auch die Uhrmacher hinzukamen, eingegliedert. Die Spezialisierung entwickelte sich zunächst in den großen landesherrlichen Heeren, während sie im überschaubareren städtischen Bereich langsamer und mit einer zeitlichen Verzögerung erfolgte.

## Überlieferung
Zu den gegenwärtig bekanntesten Büchsenmeistern zählen Konrad Kyeser (1366–1405), Abraham von Memmingen (Büchsenmeister des Herzogs Friedrich von Tirol, Verfasser eines 1410 erschienenen Feuerwerkbuches), Hanns Henntz, Johannes Formschneider (vor 1420 – nach 1470), Martin Merz (1425–1501) oder Franz Helm (16. Jahrhundert), deren handschriftliche Aufzeichnungen in zahlreichen Abschriften bis heute vorliegen. Ihre als Bellifortis, Kriegs- und Büchsenmeisterbücher bezeichneten Werke gehörten zu den frühesten Beispielen technischer Fachbücher in deutscher Sprache. Weitverbreitet war das Feuerwerkbuch von 1420, dessen Inhalte in weiteren Werken, etwa unter Titeln wie „Büchsenmaisterey“, gekürzt, modifiziert oder ergänzt wiederzufinden sind. Daneben beinhalten zahlreiche Rechnungsbücher der Kämmereien detaillierte Aufzeichnungen über Ausgaben für Büchsenmeister und ihre Arbeiten. Der bairische Büchsenmeister Johann Praunberger war als Feuerwerker im 15. Jahrhundert vor allem auf die Zubereitung von Schwarzpulver spezialisiert und verfasste einen Text zur Herstellung von Salpeter.

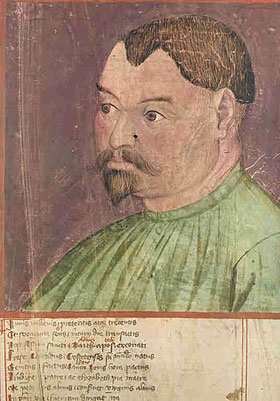
Konrad Kyeser (1366–1405)
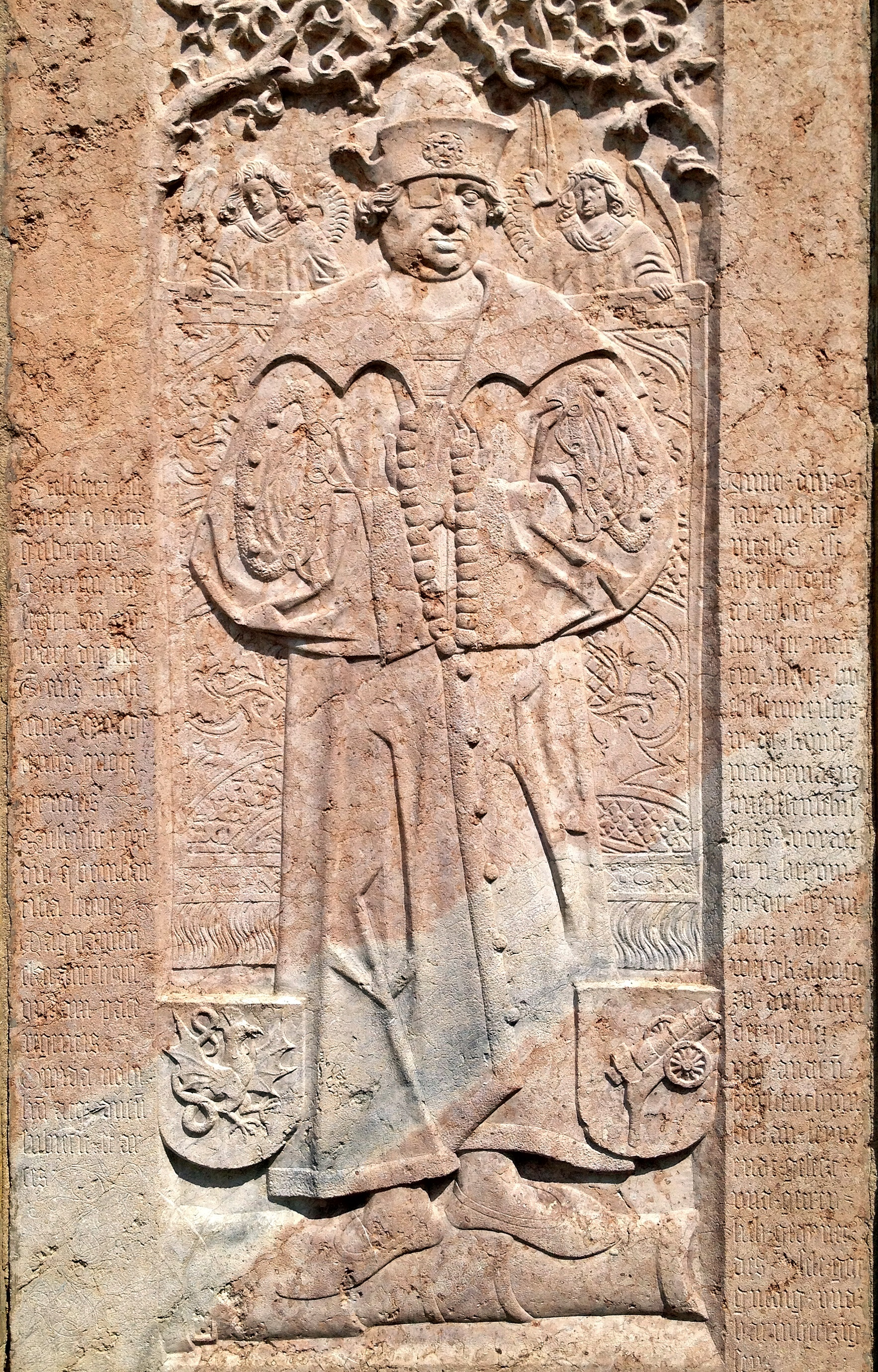
Martin Merz (1425–1501)
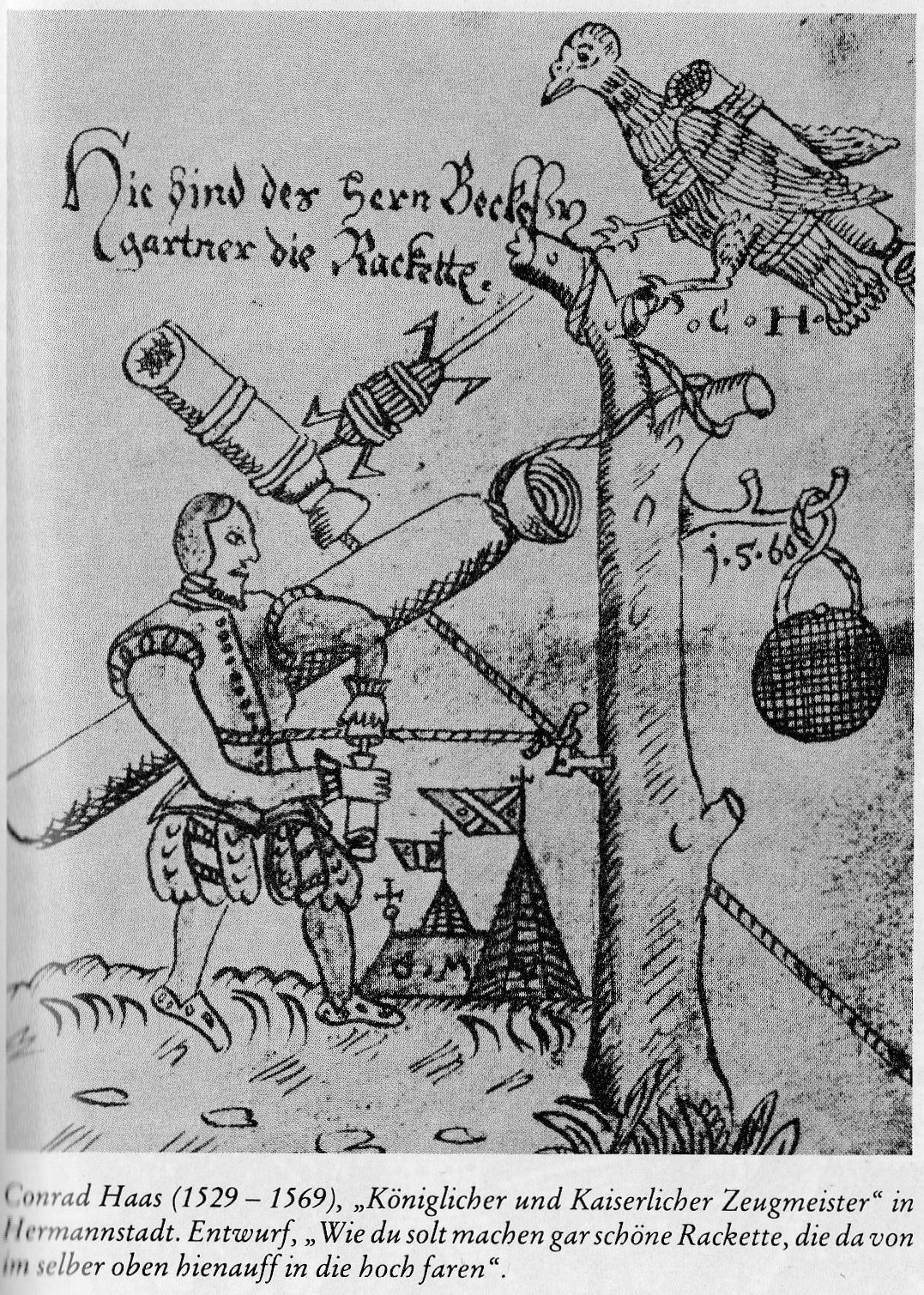
Conrad Haas (1509–1576)
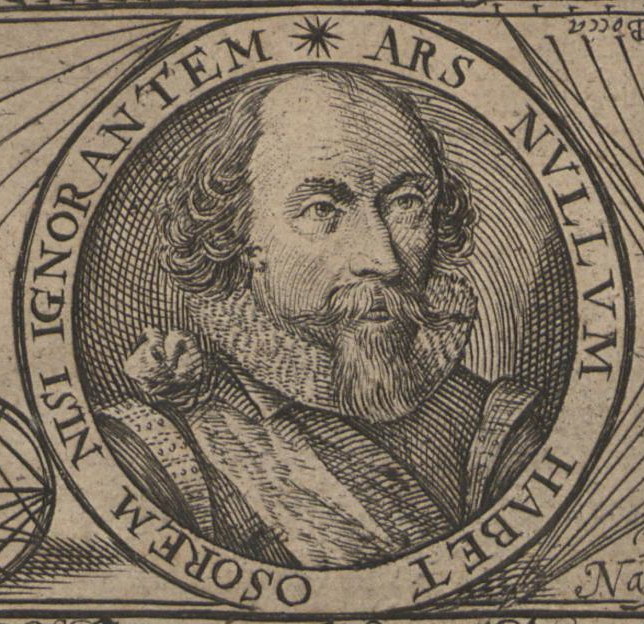
Hans Guhle, 1618

## Trivia
Die Berufsbezeichnung des Büchsenmeisters wurde wie die des Armbrusters  ebenfalls als Familienname übernommen.